# Tarbock
Tarbock is een civil parish in het bestuurlijke gebied Knowsley, in het Engelse graafschap Merseyside met 2392 inwoners.